# جورج جوردن
جورج جوردن (بالإنجليزية: George Jordan)‏ (1917 - 8 يوليو 1944) هو لاعب كرة قدم بريطاني في مركز الظهير. لعب مع نادي بارتيك ثيسل.